# Top 12 de la URBA 2019
El Top 12 de la URBA de 2019 fue la 118.ª edición del torneo superior de rugby de la URBA con la participación doce equipos (diez equipos de la Provincia de Buenos Aires, un equipo de la Ciudad de Buenos Aires y un equipo de la ciudad de Rosario). Comenzó el 16 de marzo y finalizó el 5 de octubre de 2019.

## Equipos participantes
| Equipo                                    | Localidad              | Provincia/CABA                         | POS 2021   | Cant |
| ----------------------------------------- | ---------------------- | -------------------------------------- | ---------- | ---- |
| Atlético de Rosario                       | Rosario                | Provincia de Santa Fe                  |            | 19   |
| Asociación Alumni                         | Malvinas Argentinas    | Provincia de Buenos Aires              | Campeón    | 23   |
| Belgrano Athletic Club                    | Ciudad de Buenos Aires | Ciudad Autónoma de Buenos Aires (CABA) | Semifinal  | 16   |
| Club Atlético San Isidro (CASI)           | San Isidro             | Provincia de Buenos Aires              |            | 24   |
| Club Universitario de Buenos Aires (CUBA) | Villa de Mayo          | Provincia de Buenos Aires              |            | 20   |
| Hindú Club                                | Don Torcuato           | Provincia de Buenos Aires              | Subcampeón | 24   |
| La Plata RC                               | La Plata               | Provincia de Buenos Aires              |            | 21   |
| Newman                                    | Benavídez              | Provincia de Buenos Aires              |            | 22   |
| Pucará                                    | Burzaco                | Provincia de Buenos Aires              |            | 18   |
| Regatas de Bella Vista                    | San Miguel             | Provincia de Buenos Aires              |            | 18   |
| San Luis                                  | La Plata               | Provincia de Buenos Aires              | Subcampeón | 20   |
| San Isidro Club (SIC)                     | San Isidro             | Provincia de Buenos Aires              |            | 24   |

## Forma de disputa y reglamentaciones
El campeonato está dividido en dos etapas, la etapa regular y la etapa eliminatoria.
Etapa regular
Los equipos se enfrentan entre sí con formato de todos contra todos a dos ruedas (22 fechas). Se otorgan cuatro (4) puntos por victoria, dos (2) por empate y ninguno (0) en caso de derrota. También se otorga punto bonus:
- El punto bonus ofensivo se da cuando un equipo logra por lo menos tres tries más que su rival.
- El punto bonus defensivo se da cuando un equipo pierde por una diferencia de hasta siete puntos.

Los cuatro mejores equipos avanzan directamente a las semifinales. Los ocho mejores equipos clasifican para el Torneo Nacional de Clubes.
Etapa eliminatoria
Los equipos ubicados primero y segundo enfrentarán al cuarto y tercero respectivamente y los ganadores avanzan a la final para determinar al campeón.
Descensos y ascensos
Los equipos ubicados en el 11º y 12º puesto en la etapa regular descenderán directamente a la Primera División A, mientras que el campeón y subcampeón de la Primera División A ascenderán directamente. En tanto, el equipo que finalice en el 10º puesto jugará un repechaje contra el tercer mejor equipo de la Primera División A.
| Pos. | Equipo              | Encuentros | Encuentros | Encuentros | Encuentros | Tantos | Tantos | Tantos | Puntos bonus | Puntos |
| Pos. | Equipo              | PJ         | PG         | PE         | PP         | F      | C      | Dif    | Puntos bonus | Puntos |
| ---- | ------------------- | ---------- | ---------- | ---------- | ---------- | ------ | ------ | ------ | ------------ | ------ |
| 1.º  | San Luis            | 20         | 17         | 0          | 3          | 681    | 427    | 254    | 10           | 78     |
| 2.º  | Belgrano Athletic   | 20         | 14         | 0          | 6          | 569    | 383    | 186    | 13           | 69     |
| 3.º  | Hindú Club          | 20         | 14         | 1          | 5          | 577    | 435    | 142    | 9            | 67     |
| 4.º  | Alumni              | 20         | 14         | 0          | 6          | 510    | 423    | 87     | 6            | 62     |
| 5.º  | Pucará              | 20         | 12         | 0          | 8          | 553    | 428    | 125    | 8            | 56     |
| 6.º  | SIC                 | 20         | 11         | 0          | 9          | 521    | 429    | 92     | 9            | 53     |
| 7.º  | CASI                | 20         | 10         | 0          | 10         | 521    | 500    | 21     | 8            | 48     |
| 8.º  | Newman              | 20         | 9          | 1          | 10         | 515    | 489    | 26     | 9            | 47     |
| 9.º  | Regatas Bella Vista | 20         | 7          | 2          | 11         | 446    | 469    | -23    | 8            | 40     |
| 10.º | CUBA                | 20         | 6          | 0          | 14         | 488    | 518    | -30    | 11           | 35     |
| 11.º | San Martín          | 20         | 4          | 0          | 16         | 319    | 714    | -395   | 4            | 20     |
| 12.º | Lomas               | 20         | 0          | 0          | 20         | 260    | 745    | -485   | 4            | 4      |

|  | Clasificados a las semifinales y al Campeonato Nacional de Clubes. |
|  | Clasificados al Campeonato Nacional de Clubes.                     |
|  | Disputa un repechaje para mantener la categoría.                   |
|  | Desciende a 1° División A.                                         |

### Etapa eliminatoria
Fuente: URBA.
|  | Semifinales | Semifinales |          |     | Final | Final |  |
|  |             |             |          |     |       |       |  |
|  |             |             |          |     |       |       |  |
|  | SIC         | 20          |          |     |       |       |  |
|  | SIC         | 20          |          |     |       |       |  |
|  | Pucará      | 13          |          |     |       |       |  |
|  | Pucará      | 13          |          | SIC | 22    |       |  |
|  |             |             |          | SIC | 22    |       |  |
|  |             |             | Belgrano | 19  |       |       |  |
|  | Belgrano    | 25          | Belgrano | 19  |       |       |  |
|  | Belgrano    | 25          |          |     |       |       |  |
|  | Hindú       | 20          |          |     |       |       |  |
|  | Hindú       | 20          |          |     |       |       |  |
|  |             |             |          |     |       |       |  |

#### Semifinales
| 28 de septiembre | SIC | 20 - 13 | Pucará |             |  |
|                  |     |         |        | Árbitro(s): |  |

| 29 de septiembre | Belgrano | 25 - 20 | Hindú |             |  |
|                  |          |         |       | Árbitro(s): |  |

#### Final
| 5 de octubre de 2019 | SIC | 22 - 19 | Belgrano |             |  |
|                      |     |         |          | Árbitro(s): |  |

San Isidro Club (SIC)

Campeón

26º título

.7º Top 12